# Driehauser Steine
Das Großsteingrab Driehauser Steine (auch Großsteingrab Schwagstorf I genannt), liegt auf dem Oelberg, westlich der Driehauser Feldstraße, südwestlich von Schwagstorf in Niedersachsen. Die Megalithanlage aus der Jungsteinzeit wurde von der Trichterbecherkultur (TBK) zwischen 3500 und 2800 v. Chr. errichtet. Die Anlage trägt die Sprockhoff-Nr. 903.

## Beschreibung
Die relativ gut erhaltene, etwa 16,8 Meter lange und 1,8 Meter breite Emsländische Kammer ist ein doppeltrapezoides Ganggrab, das sich zu beiden Enden hin verjüngt. Elf Decksteine, auf zweien befinden sich etwa 40 bronzezeitliche Schälchen, die meisten der Tragsteine und Reste der Einfassung sind vorhanden.

## Funde
1807 wurde durch Georg zu Münster eine Ausgrabung vorgenommen. Dabei konnten unter anderem 124 Tongefäße, 38 querschneidige Pfeilspitzen, 16 Steinbeile sowie Bernsteinperlen gefunden werden. Im 19. Jahrhundert sollen in einer Urne zwei römische Gold- und einige Kupfermünzen gefunden worden sein.

Keramikgefäße aus dem Großsteingrab Driehauser Steine
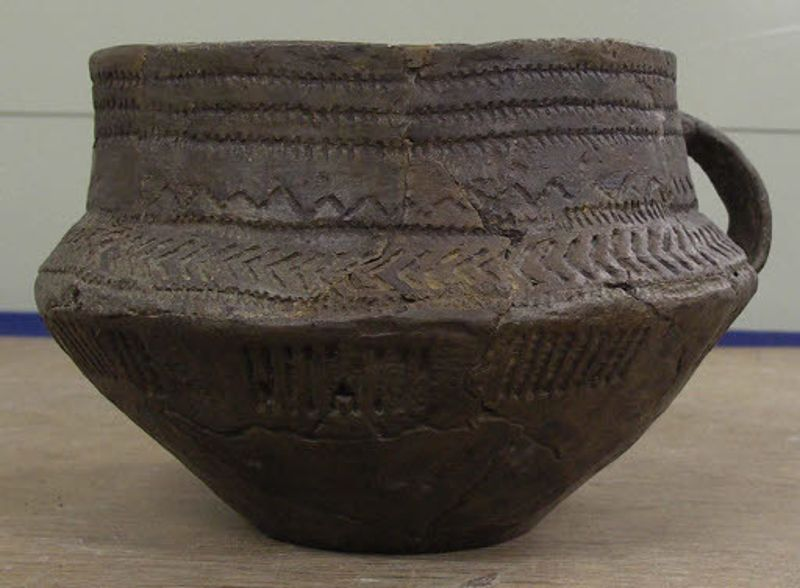
Tasse
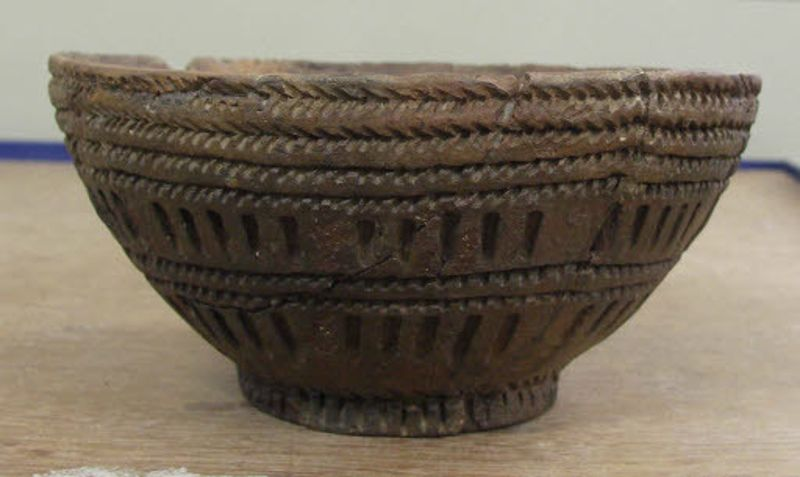
Schale
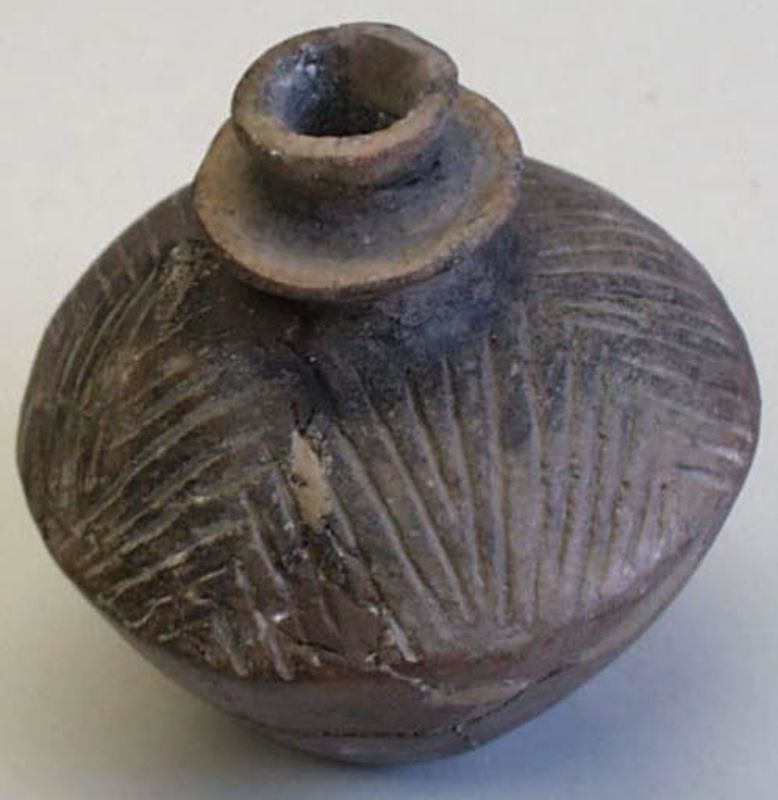
Kragenflasche
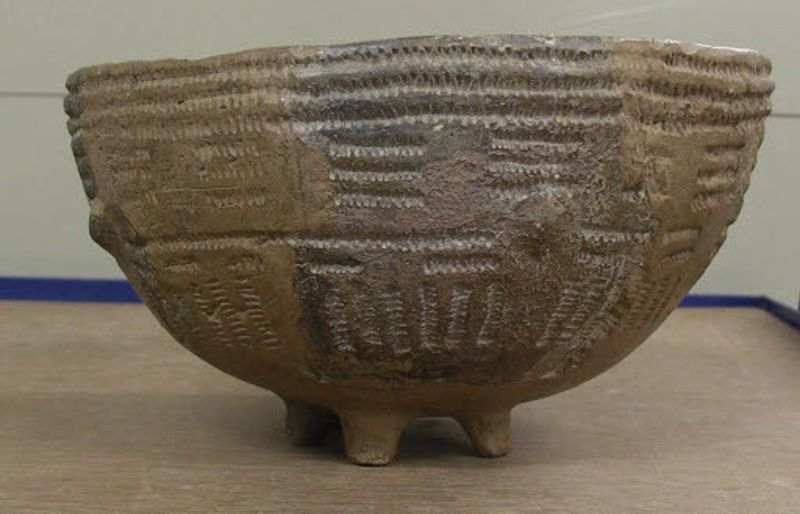
Füßchenschale